# Zavala (шхуна ВМС Техасу)
Шхуна Zavala — корабель Військового флоту Техаської Республіки та перший пароплав цього флоту.

## Історія Zavala
Zavala збудована в 1836 році як пасажирський пароплав, названий «Чарльстон». Судно обслуговувало маршрут Філадельфія-Чарльстон. У 1838 році було придбане флотом Техасу за $120,000, і перейменовано на честь Лоренцо де Завала, першого віце-президента Республіки Техас.
10 травня 1839, Zavala допомогла зняти з мілини французький фрегат у Ґалвестоні. Єдина військова кампанія корабля  відбулася у 1840. Після успішної Техаської революції, в інших частинах Мексики також повстали проти режиму Санта-Анни, включаючи півострів Юкатан. Президент Техасу Ламар прагнув допомогти повстанцям в їх боротьбі з Мехіко. Він направив на допомогу Юкатану техаську ескадру, до складу якої увійшла Zavala.
Під час походу Zavala не атакувала ворога безпосередньо, але забезпечила буксирування інших кораблів ескадри вгору річкою до міста  Вільяермоса, де знаходилася органи влади у штаті Табаско. Командування ескадри домовилось з повстанцями про виплату 25 000 доларів, 10 000 з яких авансом за допомогу у вигнанні з міста військ центрального уряду.

## Повернення до Галвестону і кінець
Повертаючись до порту приписки у Галвестон, Zavala потрапила у сильну бурю і витратила все вугілля, намагаючись втриматись на плаву. Екіпаж мусив спалити всі горючі предмети, які зміг дістати.
Сильно пошкоджена, Zavala залишалась у гавані в очікуванні ремонту, який через стан фінансів Республіки не відбувся. З обранням Сема Хьюстона на посаду президента в 1841 році, флот перестав бути пріоритетом і Zavala залишилося без нагляду. У травні 1842 року її через поганий стан розібрали.